# ビーデ
ビーデ（英語: Bihde）は、エリトリア・デブバウィ・ケイバハリ地方南部の村。ベイルルから南西に約3キロメートル離れている。国道P-6号線のベイルル・アッサブ間に存在する。ビーデは他にも Bīhdēと綴られる。北緯13度15分52秒、東経42度20分03秒。標高20m。